# Amarbajasgalant klooster

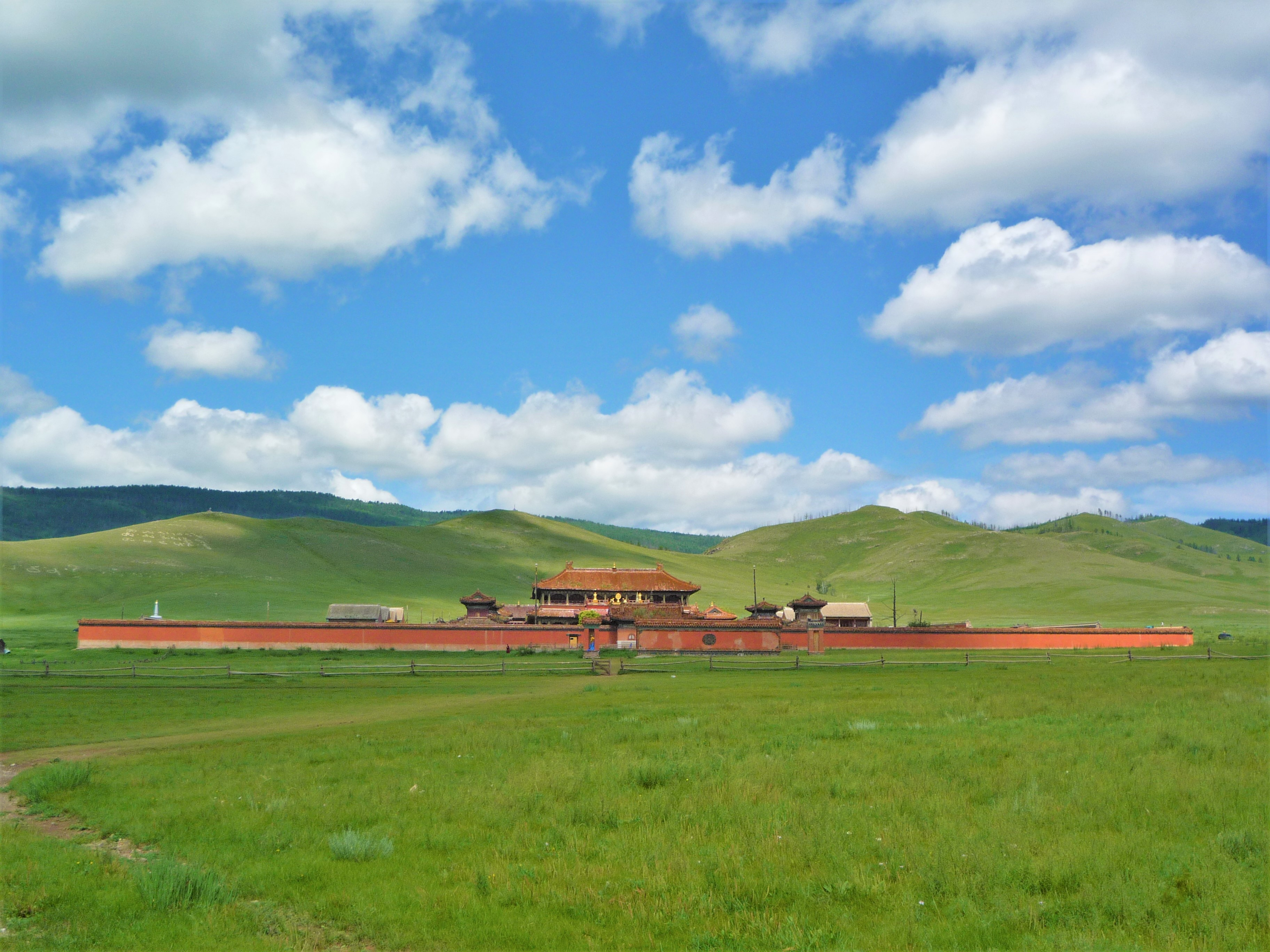

Het Amarbajasgalant klooster (Mongools: Амарбаясгалант хийд), Urgun Elhe Sy, Chinees: 慶寧寺) of het "Klooster van Rust en Gelukzaligheid" is een van de drie grootste boeddhistische kloostercomplexen in Mongolië. Het is gelegen in de Ivenvallei tussen de Selengarivier en de Orhonrivier, aan de voet van de berg Büren-Khaan in de sum Baruunbüren, provincie Selenge. De dichtstbijzijnde stad is Erdenet, ongeveer 60 km naar het zuidwesten.

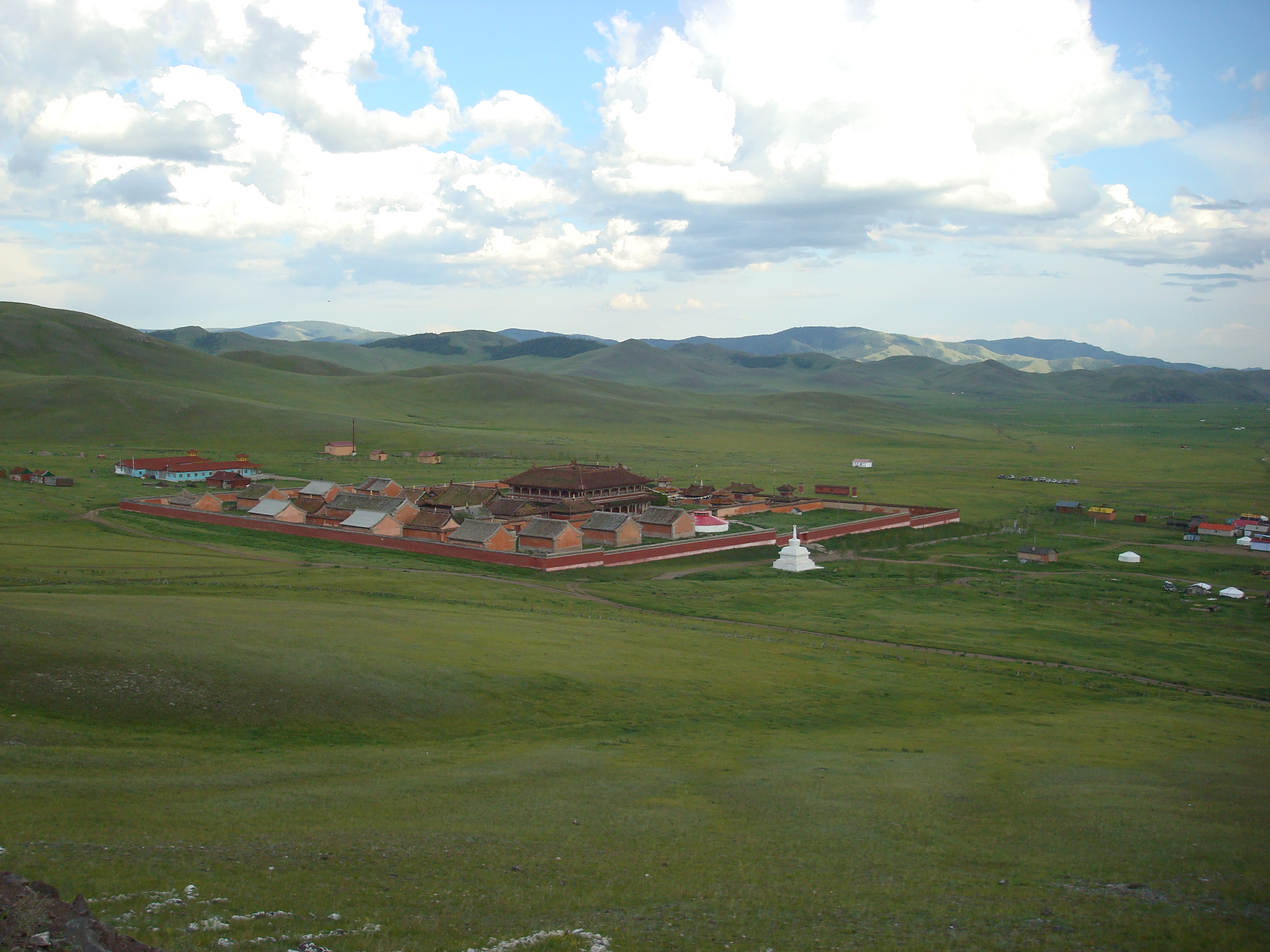
Amarbajasgalant klooster

Het klooster werd gesticht en gefinancierd door de Manstjoe keizer Yongzheng, en afgebouwd onder zijn opvolger Qianlong. Het moest dienen als laatste rustplaats voor Zanabazar (1635–1723), de eerste Jebtsundamba of spiritueel hoofd van het Tibetaans Boeddhisme voor de Chalcha-Mongolen in Buiten-Mongolië. Zanabazar was tevens spiritueel mentor van de voorvader van beide keizers, Kangxi. De locatie is waarschijnlijk gekozen omdat het mobiele verblijf van lama Zanabazar op die plaats stond opgesteld toen hij zelf in Peking was en daar overleed. De bouw vond plaats tussen 1727 en 1736, de overblijfselen van Zanabazar werden in 1779 erheen gebracht.
Het Amarbayasgalant-klooster is gewijd aan Maitreya, de belangrijkste godheid van Zanabazar. In tegenstelling tot het Erdene Zuu klooster, dat uit gebouwen van verschillende stijlen bestaat, kent het Amarbayasgalant stilistische eenheid. De overheersende bouwstijl is Chinees, met enige Mongoolse en Tibetaanse invloeden. Het vertoont gelijkenis met het paleis van Yongzheng, Yonghegong in Peking (dat door zijn zoon Qianlong in een boeddhistisch klooster is veranderd). Het klooster werd in een symmetrisch patroon gebouwd en bestond oorspronkelijk uit ruim 40 tempels. De belangrijkste gebouwen stonden langs een noord-zuid as, de andere gebouwen stonden parallel daarachter.
Amarbayasgalant was een van de weinige kloosters dat deels ontkwam aan de wijdverbreide vernietiging van kloosters in Mongolië in 1937. De gebouwen in het centrale deel bleven behouden. Veel monniken werden gedood en voorwerpen als thanka's, beelden en manuscripten werden vernield, sommige werden verstopt tot betere tijden. 
Tegenwoordig zijn er nog 28 tempels. Restauraties begonnen in 1988 met fondsen beschikbaar gesteld door de UNESCO en uit private bronnen.